# East West Eurolines
ТзОВ «Львівське АТП-14631», міжнародний бренд «East West Eurolines» — українська автотранспортна компанія зі штаб-квартирою у Львові, що здійснює міжміські та міжнародні пасажирські автоперевезення.

## Історія
Львівське автотранспортне підприємство, засноване у 1946 році. На початку мало назву «Автобусно-таксомоторна база облавтотресту». Виконувалися пасажирські перевезення як в межах міста Львова, так і приміські маршрути до Винників, Брюховичів, Рудного, Солонки і Куликова (пізніше також до Бродів та Жовкви).
Із 1952 року підприємство обслуговувало міжобласні рейси до Хмельницького, Києва і міжреспубліканський рейс до Бреста.
У 1956 році підприємство отримало назву «Львівське АТП № 13122». У 1988 році — «Львівське АТП № 14631».
У 1970-х роках на балансі підприємства знаходилося близько 500 транспортних засобів.
Після здобуття Україною незалежності, рішенням Головного управління державної податкової інспекції у Львівській області № 09/00-0548 від 23.10.1991 підприємство взято на облік, внесено відомості до ЄДР, після чого воно зазнало ряд реорганізацій і сучасної структури та форми набуло у 1997 році.

## Загальні відомості
«East West Eurolines» обслуговує 127 автобусних маршрутів, на яких курсує 263 автобуси. Із загальної кількості маршрутів 11 — приміських, 78 — міжміські внутрішньообласних, 26  — міжобласних і 12 — міжнародних маршрутів. Автопарк складається з 330 транспортних засобів.
Компанія входить до польського об'єднання автотранспортних компаній «Sindbad».

### Власники
- Дума Ігор Михайлович — 86, 67 %
- ПрАТ "Компанія з управління активами «Карпати-Інвест» — 10, 32 %
- Кобрин Надія Ігорівна — 1, 39 %
- Дума Марія Іванівна — 1, 01 %
- Кобрин Роман Теодорович — 0, 57 %
- Дума Оксана Ігорівна — 0, 04 %.[4]